# Confuciusornis
Confuciusornis é um género fóssil de aves primitivas, do tamanho de um corvo, que habitou a Terra entre 125 e 140 milhões de anos atrás. Os seus fósseis foram encontradas nas formações geológicas de Yixian e Jiufotang na China. Da mesma forma que as aves actuais, o Confuciusornis possuía um bico sem dentes. No entanto, parentes muito próximos das aves modernas, tais como Hesperornis e Ichthyornis, possuíam dentes, o que indica que a perda dos mesmos ocorreu de forma convergente entre os Confuciusornis e as aves que habitam hoje o nosso planeta. É a mais antiga ave conhecida a possuir bico. Foi batizada com o nome do filósofo chinês Confúcio, e é um dos mais abundantes fósseis de vertebrados na formação de Yixian, onde várias centenas de espécimes completos e articulados foram encontrados.